# Marcelo Zangrandi
Marcelo Zangrandi (São Paulo, 20 de julho de 1986), também conhecido como Marcelo Ié Ié, é um humorista e apresentador brasileiro. Entre 2012 e 2014, fez parte do humorístico Pânico na Band, onde ficou conhecido como Marcelo Ieié, por fazer imitações do apresentador Sérgio Mallandro. Em 2017, ele participou dos reality shows Power Couple 2 e A Fazendaː Nova Chance, ambos da RecordTV. Em 2021, tornou-se apresentador do TV Fama ao lado de sua esposa Flávia Viana, com quem está desde 2017.

## Carreira
Marcelo é formado em Rádio e TV pela Faculdade Belas Artes e estudou na Escola de Atores Wolf Maya. Graças às aulas que recebeu do global, fez algumas participações em novelas da TV Globo. Após fazer figurações em Belíssima e Fina Estampa, fez uma participação na novela Amor e Revolução, do SBT.
Em 2012, estreou no humorístico Pânico na Band fazendo imitações do apresentador Sérgio Mallandro. Por sua participação no Pânico, ele ganhou o apelido de Marcelo Ieié.
Com o término do Pânico na Band em 2017, participou da segunda temporada do Power Couple com sua ex-mulher, Júlia Bressan. Ainda em 2017, participou da nona temporada de A Fazenda, onde conheceu sua esposa, Flávia Viana.
Marcelo também faz parte do grupo Open Farra, que segundo ele mistura humor com música. Também atua como DJ e youtuber e, em 2021, passou a apresentar o TV Fama, na RedeTVǃ, ao lado de Flávia Viana.

## Filmografia

### Televisão
| Ano     | Título              | Cargo                   | Notas       |
| ------- | ------------------- | ----------------------- | ----------- |
| 2012–14 | Pânico na Band      | Repórter                |             |
| 2017    | Power Couple Brasil | Participante (Retirado) | Temporada 2 |
| 2017    | A Fazenda           | Participante (8º lugar) | Temporada 9 |
| 2021–22 | TV Fama             | Apresentador            |             |

### Internet
| Ano  | Título            | Cargo        |
| ---- | ----------------- | ------------ |
| 2019 | Power Couple Live | Apresentador |